# مدرسه و خانه حسینیان
مدرسه و خانه حسینیان مربوط به سدهٔ ۷ و اوایل سدهٔ ۸ ه.ق است و در یزد، نزدیکی باروی شهرو دروازه مالمیر واقع شده و این اثر در تاریخ ۲۳ اسفند ۱۳۴۶ با شمارهٔ ثبت ۷۷۵ به‌عنوان یکی از آثار ملی ایران به ثبت رسیده است.